# Theridion samoense
Theridion samoense là một loài nhện trong họ Theridiidae.
Loài này thuộc chi Theridion. Theridion samoense được Lucien Berland miêu tả năm 1929.